# Новелда
Новелда, Новельда (валенс. Novelda, ісп. Novelda) — муніципалітет в Іспанії, у складі автономної спільноти Валенсія, у провінції Аліканте. Населення — 27 104 особи (2010).

## Географія
Муніципалітет розташований на відстані близько 340 км на південний схід від Мадрида, 25 км на захід від Аліканте.
На території муніципалітету розташовані такі населені пункти: (дані про населення за 2010 рік)
- Ла-Естасьйон: 220 осіб
- Новелда: 26884 особи

## Демографія
Динаміка населення (INE ):

## Галерея зображень

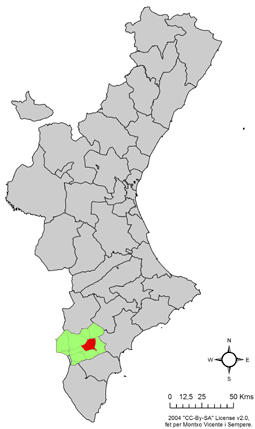
Розташування муніципалітету Новелда у автономній спільноті Валенсія
Розташування муніципалітету Новелда у комарці Медіо-Віналопо
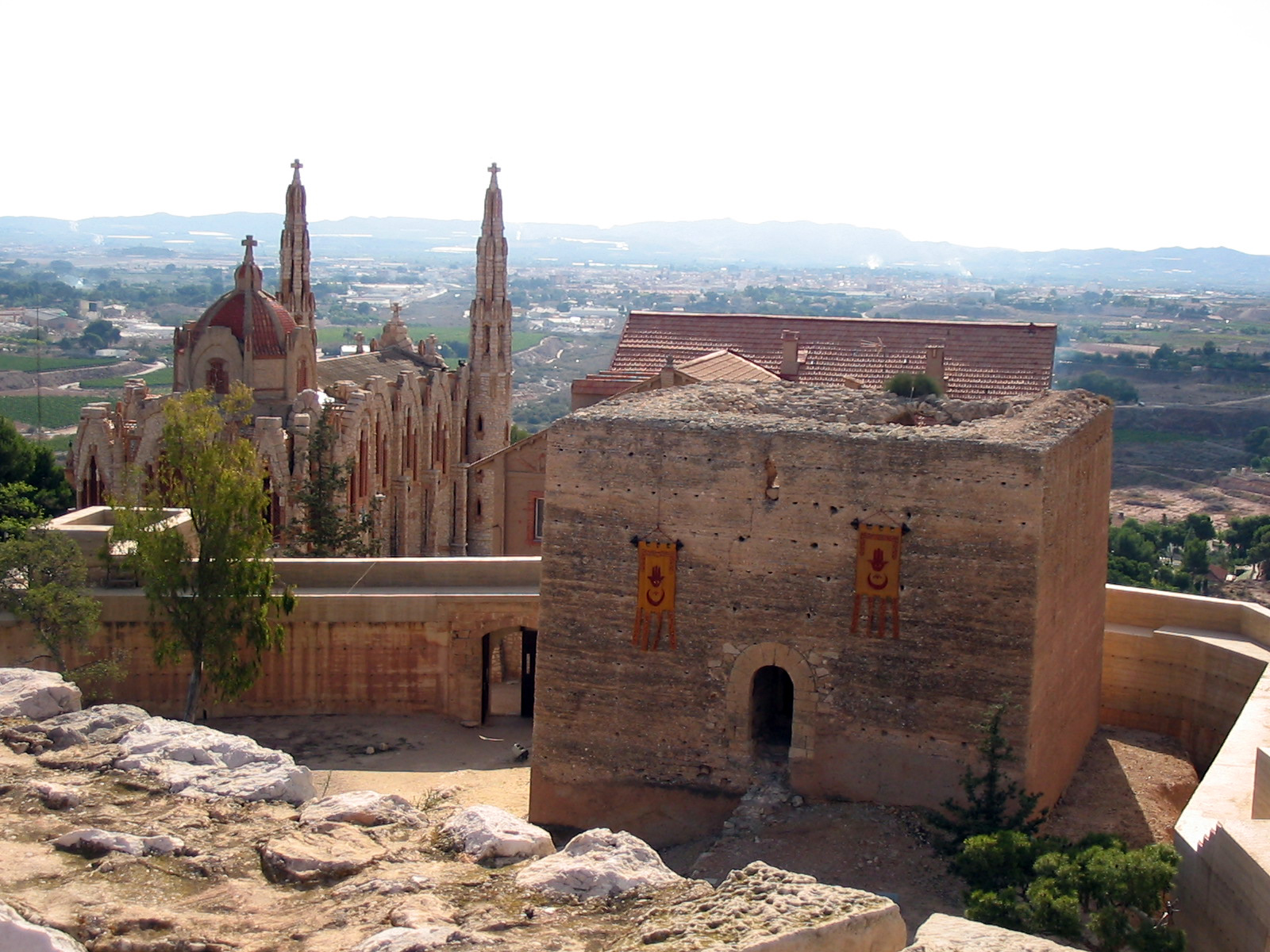
Вежа замку Ла-Мола